# Zapruderfilmen
Zapruderfilmen är en 8 millimeters stumfilm i färg, filmad av Abraham Zapruder med en hemkamera av fabrikat Bell & Howell och som visar när bilkortegen med John F. Kennedy kör Elm Street genom Dealey Plaza i Dallas, Texas, fredagen den 22 november 1963. Av en slump lyckades Zapruder fånga ögonblicket när Kennedy sköts.

## Bakgrund

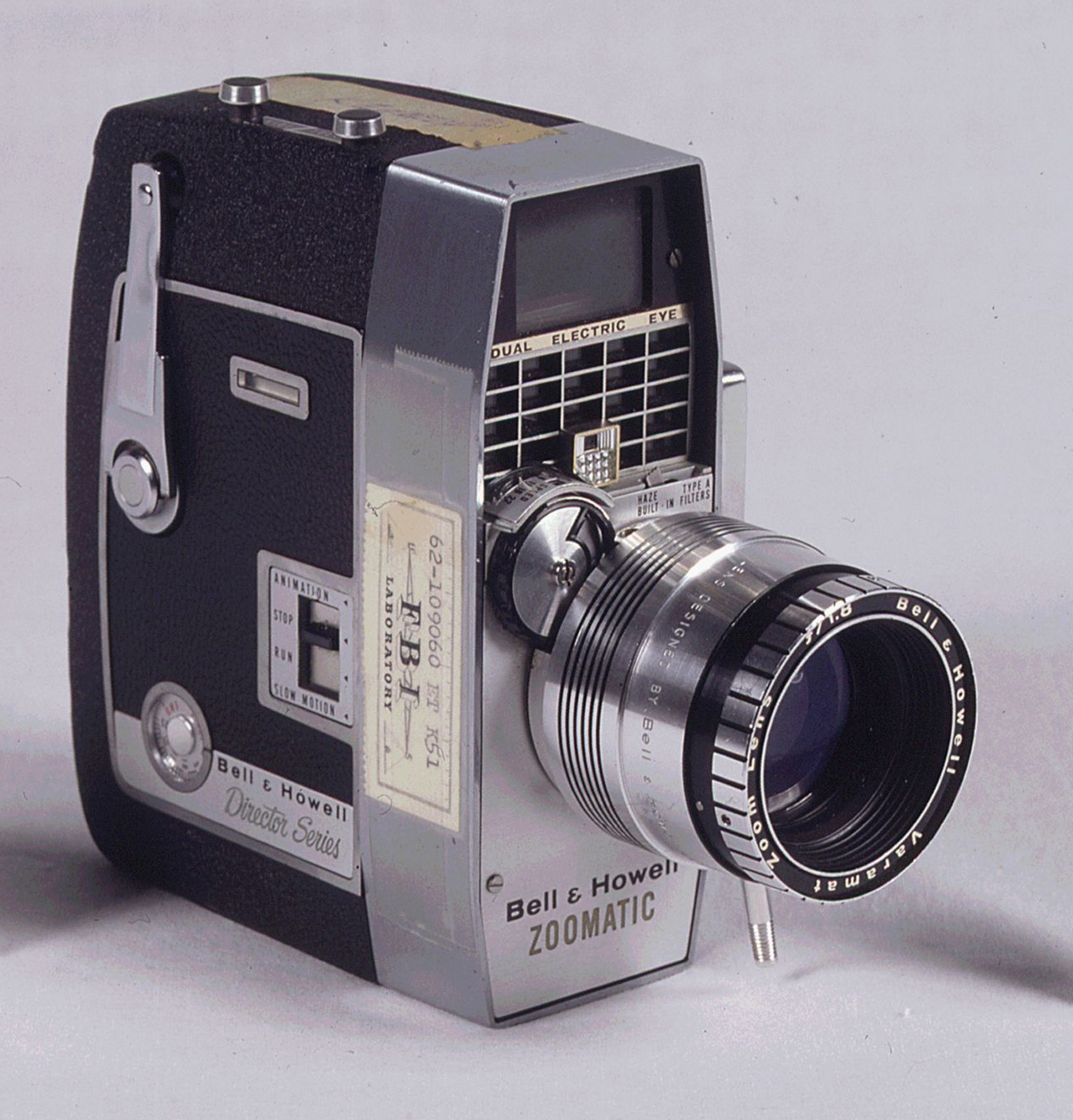
Kameran som Abraham Zapruder använde. Den finns idag bevarad hos National Archives and Records Administration.

Zapruder var en av minst 32 personer på Dealey Plaza som antingen filmade eller fotograferade mordet eller omständigheterna före och efter. När bilkortegen svängde in på Elm Street stod Zapruder på en betongpiedestal och filmade kortegen med en kamera av modell 414 PD Bell & Howell Zoomatic Director Series Camera. Han började filma när presidentens limousin svängde in på Elm Street. Efter mordet på Kennedy beslagtogs filmen av United States Secret Service och Zapruder sades att den endast skulle användas för utredningsändamål. Jamieson Film Company producerade tre kopior av filmen och Zapruder gav två av dem till Secret Service.
På morgonen den 23 november köpte Life filmen för 150 000 dollar, men CBS:s korrespondent Dan Rather hade redan sett filmen och var den förste som rapporterade om den på TV. Hans sammanfattning var inte helt förenlig med filmen och detta kom att leda till en rad konspirationsteorier. I sin bok Tell Me A Story hävdar CBS-producenten Don Hewitt att han sade till Rather att gå hem till Zapruder, ta filmen, göra en kopia och sedan låta mediernas advokater ta konsekvenserna. Omedelbart efter telefonsamtalet insåg Hewitt sitt misstag och ringde upp Rather och bad honom att glömma saken.
Sekvens 313 fångar ögonblicket när det dödande skottet träffar Kennedys huvud. I en mardröm hade Zapruder sett en skylt på Times Square i New York med texten "Se presidentens huvud explodera", varefter Zapruder vände sig till medierna och krävde att sekvens 313 inte skulle offentliggöras.
1966 genomförde Josiah Thompson, privat utredare av Kennedymordet och anställd vid Life, en studie av en kopia av filmen och lade in 35 millimeters färgbilder från originalfilmen. Life vägrade att skriva ut detaljerade färgbilder ur filmen till Thompsons bok Six Seconds in Dallas som gavs ut 1967. I boken finns kolteckningar av individuella bilder ur filmen, inklusive fotorekonstruktioner av fyra försvunna bilder. Time Inc. stämde Thompson och bokens tryckeri för brott mot upphovsrättslagen, men rätten ansåg att det fanns ett allmänintresse för mordet på Kennedy och att Thompsons kopiering av filmmaterialet var befogat.